# Liste von Zirkusunternehmen
Die Liste von Zirkusunternehmen benennt Zirkusse weltweit, die bestehen oder ehemals bestanden.

## Liste

### Deutschland
In Deutschland gab es 2013 etwa 360 Zirkusse; 90 Prozent davon waren kleine Betriebe.

#### In Deutschland beheimatete Zirkusunternehmen
| Name                                | Direktion                                                                                | Gründung         | Bemerkung | Bild                                                           |
| ----------------------------------- | ---------------------------------------------------------------------------------------- | ---------------- | --- | -------------------------------------------------------------- |
| Zirkus Aeros                        | Julius Jäger (alias Cliff Aeros)                                                         | 1941             | Sitz in Leipzig. |                                                                |
| Circus Aladin                       | Hardy Weisheit                                                                           |                  | Zuvor Circus Africa. |                                                                |
| Circus Alaska                       | Alois Frank                                                                              | 1812             | Sitz in Burg. |                                                                |
| Circus Alaska                       | Levy                                                                                     | 1980             | Sitz in Hanau. |                                                                |
| Circus Alamos                       | Stefan Zinnecker                                                                         |                  | Sitz in Wredenhagen. |                                                                |
| Circus Alberti                      | Harry Frank                                                                              |                  | |                                                                |
| Circus Aldoni-Orion                 | Mario Frank                                                                              |                  | Sitz in Wernigerode. Bis etwa 2015 noch als Zirkus Luna bekannt. Mitte Juni 2015 entlief der Elefant Benjamin aus dem Stallzelt und verletzte einen 65 Jahre alten Fußgänger tödlich. |                                                                |
| Circus Altano                       | Karl Neigert                                                                             |                  | |                                                                |
| Circus Gebrüder Althoff             | Rene Althoff                                                                             |                  | |                                                                |
| Circus Karl Altoff Köllner          | Weisheit-Köllner                                                                         |                  | Sitz in Micheln (Osternienburger Land). |                                                                |
| Circus Amany                        | Neigert                                                                                  |                  | |                                                                |
| Circus Amar                         | Lauenburger                                                                              |                  | |                                                                |
| Circus Amara                        | Kasper                                                                                   |                  | |                                                                |
| Circus Americano                    | Gebrüder Köllner                                                                         |                  | |                                                                |
| Circus Antoni                       | Tränkler                                                                                 |                  | |                                                                |
| Circus Aramannt                     | Alexander und Patrizia Spindler                                                          |                  | |                                                                |
| Circus Arena                        | Frank                                                                                    |                  | |                                                                |
| Circus Aron                         | Endres                                                                                   |                  | |                                                                |
| Circus Aron                         | Köllner                                                                                  |                  | |                                                                |
| Circus Ascona                       | Köllner                                                                                  |                  | |                                                                |
| Circus Astoria                      | Ricardo Köllner                                                                          |                  | Sitz in Suckow. |                                                                |
| Circus Atlantik                     | Köllner                                                                                  |                  | |                                                                |
| Circus Atlas                        | Frank                                                                                    |                  | |                                                                |
| Circus Avalon                       | Köllner                                                                                  | 2006             | |                                                                |
| Circus Axo                          | Winkler                                                                                  |                  | |                                                                |
| Circus Baldini                      | Krämer                                                                                   |                  | |                                                                |
| Circus Baldoni                      | Kaiser                                                                                   |                  | |                                                                |
| Circus Baldoni                      | Heilig                                                                                   |                  | Sitz in Schlitz. |                                                                |
| Circus Balu                         | Roland Lauenburger                                                                       |                  | |                                                                |
| Circus Barani                       | Quaiser                                                                                  |                  | |                                                                |
| Circus Barany                       | Theodor Heilig                                                                           | 1892             | |                                                                |
| Circus Gebrüder Barelli             | Timmy Spindler-Barelli                                                                   |                  | |                                                                |
| Circus Barnet                       | Renaldi Lauenburger                                                                      |                  | Sitz in Lampertheim. |                                                                |
| Circus Barnum                       | Familie Kaiser                                                                           |                  | |                                                                |
| Circus Baroness                     | Manolito und Patricia Lauenburger                                                        | ca. 1998         | |                                                                |
| Circus Baronn                       | Fam. Riedesel                                                                            |                  | |                                                                |
| Circus Baruk                        | Johnny Weisheit                                                                          |                  | | Circus Bambini ,/Der Kleinste Circus der Welt SAKIS Tsapakidis |
| Circus Barus                        | Marco Frank                                                                              |                  | |                                                                |
| Circus Bellmondo                    | Kaiser                                                                                   |                  | |                                                                |
| Circus Belloni                      | Oll                                                                                      |                  | |                                                                |
| Der große Circus Belly              | Klaus Köhler                                                                             |                  | |                                                                |
| Circus Belly                        | Hans Köhler                                                                              |                  | |                                                                |
| Circus Bely                         | Stefan Frank-Bely, Harry Frank-Bely                                                      | um 1800          | Sitz in Rastatt. |                                                                |
| Zirkus Berolina                     |                                                                                          | 1935             | Sitz in Schönefeld-Waltersdorf. |                                                                |
| Circus Bonanza                      | Stephan Sperlich                                                                         | 1973             | Sitz in Stuttgart. |                                                                |
| Cirque Bouffon                      | Frédéric Zipperlin (Boul)                                                                | 1999             | Sitz in Köln. |                                                                |
| Circus Bossle                       | Bossle                                                                                   |                  | |                                                                |
| Circus Brasil                       | Spindler                                                                                 |                  | |                                                                |
| Circus Bravo                        | Alfonso Lauenburger                                                                      |                  | Sitz in Aurich. |                                                                |
| Circus Daniel Brumbach              | Brumbach                                                                                 |                  | |                                                                |
| Circus Ilona Brumbach               | Brumbach                                                                                 |                  | |                                                                |
| Circus Stefan Brumbach              | Brumbach                                                                                 |                  | |                                                                |
| Circus Original Brumbach            | Brumbach                                                                                 |                  | |                                                                |
| Circus Carl Brumbach                | Wilhelm Brumbach                                                                         |                  | |                                                                |
| Circus Brunselli                    | Brunssen/Kaselowsky                                                                      |                  | |                                                                |
| Circus Anton Bügler                 | Bügler                                                                                   |                  | |                                                                |
| Deutscher Nationalcircus Carl Busch | Marion Wille-Busch, Natascha Wille-Busch, Manuel „Chicco“ Wille-Busch, Heidi Wille-Busch | 1891             | Sitz in Dürrwangen-Haslach. |                                                                |
| Circus Constanze Busch              | Rolf Cramer                                                                              |                  | Das Unternehmen stammt ursprünglich aus Mannheim. Geführt wird es von der Zirkusfamilie „Cramer“ (Direktor Rolf Cramer sen.). Bis 2002 reiste der Circus Constanze Busch fast nur in den alten Bundesländern. Seit etwa 2003 reist er ausschließlich im ostdeutschen Gebiet (u. a. Sachsen, Sachsen-Anhalt und Thüringen). |                                                                |
| Circus Busch-Roland                 | Paula Busch                                                                              | 1884             | Stammsitz in Berlin. 1884 gründete Paul Vinzenz Busch in Schweden einen eigenen Wanderzirkus, mit dem er eine mehrjährige Tournee durch Skandinavien unternahm, bevor er 1892 in Altona (heute Hamburg) sein erstes festes Zirkusgebäude eröffnete. Es folgten weitere Zirkusbauten im Wiener Prater, in Berlin und in Breslau. 1963 geriet das Unternehmen in finanzielle Schwierigkeiten, die durch Fusion mit dem Circus Roland in Bremen gelöst wurden. Seit 2010 reist der Circus Busch-Roland nicht mehr. Lediglich der Weihnachtscircus in Dresden wird weiterhin veranstaltet. |                                                                |
| Circus California                   | Frank                                                                                    |                  | |                                                                |
| Circus Caracas                      |                                                                                          |                  | |                                                                |
| Circus Carelli                      | Jakel Bossert                                                                            |                  | Sitz in Pirmasens. |                                                                |
| Circus Casselli                     | Kaselowsky                                                                               |                  | |                                                                |
| Circus Alois Casselly               | Kaselowsky                                                                               |                  | |                                                                |
| Circus Jonny Casselly               | Hans Kaselowsky                                                                          |                  | Sitz ist Essen. |                                                                |
| Circus Caroli                       | Neigert                                                                                  |                  | |                                                                |
| Circus Central                      | Schubert                                                                                 |                  | |                                                                |
| Circus Charles                      | Maatz                                                                                    |                  | |                                                                |
| Circus Charles Monroe               | Krämer                                                                                   |                  | |                                                                |
| Der Circuspalast                    | Huppertz                                                                                 |                  | |                                                                |
| Classic World Circus                | Mihaescu-Koellner                                                                        |                  | |                                                                |
| Circus Colani                       | Alexandra und Kevin Köllner                                                              |                  | |                                                                |
| Circus Crocofant                    | Meise                                                                                    |                  | |                                                                |
| Circus Elano                        | Rojan                                                                                    |                  | |                                                                |
| Circus Europa                       | Frank                                                                                    |                  | |                                                                |
| Circus Europa                       | Spindler                                                                                 |                  | |                                                                |
| Circus Europa                       | Neigert                                                                                  |                  | |                                                                |
| Circus Fantasia                     | Andreas und Stefanie Sperlich                                                            |                  | Sitz in Schnelldorf. |                                                                |
| Circus Fantasia                     | Michael Schmidt                                                                          |                  | |                                                                |
| Circus Fantastico                   | Ludwig Kaselowsky                                                                        |                  | Sitz in Bremen. Etwa 2010 umbenannt. Die Familie Kaselowsky betreibt hier in siebter Generation einen Zirkus (Stand 2013). Etwa 30 Artisten. 2-Master-Zelt. |                                                                |
| Circus Original Feraro              | Schmidt                                                                                  |                  | |                                                                |
| Circus Fischer                      | Fischer                                                                                  |                  | |                                                                |
| Circus Flic-Flac                    | Benno und Lothar Kastein                                                                 | 1989             | Sitz in Borken. |                                                                |
| Circus Florida                      | Maik Lauenburger und Stella Cramer                                                       | 2009             | Sitz in Mannheim. |                                                                |
| Zirkus Frank                        | Frank                                                                                    |                  | |                                                                |
| Circus Frankello                    | Frank                                                                                    |                  | |                                                                |
| Circus Frankordi                    | Frank                                                                                    |                  | |                                                                |
| Circus Funtastic                    | Trumpf                                                                                   |                  | |                                                                |
| Circus Galliano                     | Hölscher                                                                                 |                  | |                                                                |
| Circus Granada                      | Lauenburger                                                                              |                  | |                                                                |
| Hamburger Circus                    | Kaiser                                                                                   |                  | |                                                                |
| Zirkus Hansa                        | Riedesel                                                                                 |                  | |                                                                |
| Circus Happy                        |                                                                                          |                  | |                                                                |
| Circus Hecker                       | Barbara, Harald u. Timo Hecker                                                           | 1996             | Sitz in Jevenstedt |                                                                |
| Circus Henry                        | Georg Frank                                                                              | 1812 in Breslau. | Sitz in Krautheim. |                                                                |
| Circus Herkules                     | Häberle                                                                                  |                  | |                                                                |
| Circus Holiday                      | Santo Sperlich                                                                           | 1980             | Sitz in Essen. |                                                                |
| Circus Holiday                      | Spindler                                                                                 |                  | |                                                                |
| Circus Hollywood                    | Dagmar Sperlich                                                                          | 1998             | Sitz in Parchim. |                                                                |
| Circus Hopplahopp                   | Rogall                                                                                   |                  | |                                                                |
| Circus Huberti                      |                                                                                          |                  | |                                                                |
| Raubtierzirkus Humberto             | Joschi und Carmen Ortmann                                                                |                  | Sitz in Wittstock. |                                                                |
| Circus Alex Kaiser                  | Kaiser                                                                                   |                  | |                                                                |
| Circus Gebrüder Kaiser              | Kaiser                                                                                   |                  | |                                                                |
| Circus Edmund Kaiser                | Kaiser                                                                                   |                  | |                                                                |
| Circus Hans Kaiser                  | Kaiser                                                                                   |                  | |                                                                |
| Circus Kastello                     | Francois und Beatrix Kaselowsky                                                          |                  | |                                                                |
| Circus KimaZi                       | Hein                                                                                     |                  | |                                                                |
| Zirkus Klatschmohn                  | Wiehl                                                                                    |                  | |                                                                |
| Zirkus Charles Knie                 | Sascha Melnjak                                                                           | 1995             | Sitz in Volksen. |                                                                |
| Circus Krone                        | Jana Lacey-Krone                                                                         | 1905             | Sitz in München. |                                                                |
| Circus Kübler                       | Kübler                                                                                   |                  | |                                                                |
| Circus Kunterbunt                   | Kaffka                                                                                   |                  | |                                                                |
| Circus Lamberti                     | Zinnecker                                                                                |                  | |                                                                |
| Circus La Strada                    | Remo Frank                                                                               |                  | |                                                                |
| Las Vegas Circus                    | Köllner                                                                                  |                  | |                                                                |
| Circus Armin Lauenburger            | Lauenburger                                                                              |                  | |                                                                |
| Circus Julius Lauenburger           | Andre & Nadine Lauenburger                                                               |                  | |                                                                |
| Circus Leonardi                     | Spindler                                                                                 |                  | |                                                                |
| Circus Gebrüder Lieberum            | Lieberum                                                                                 |                  | |                                                                |
| Circus Maatzony                     | Maatz                                                                                    |                  | |                                                                |
| Circus Magic                        | Endres                                                                                   |                  | |                                                                |
| Circus Mai                          | Mai                                                                                      |                  | |                                                                |
| Circus Malford                      |                                                                                          |                  | |                                                                |
| Circus Martinelly                   | Thiel                                                                                    |                  | |                                                                |
| Circus May                          | Frank                                                                                    |                  | |                                                                |
| Circus Melano                       | Schmidt                                                                                  |                  | |                                                                |
| Circus Melody                       | Frank                                                                                    |                  | |                                                                |
| Circus Merz & Pilini                | Thomas Merz u. Carsten Franke                                                            | 1989             | Düsseldorf, München, Salzburg |                                                                |
| Circus Mewarda                      | Weber                                                                                    |                  | |                                                                |
| Circus Mirage                       | Angelina Lauenburger                                                                     | 2012             | |                                                                |
| Circus Monaco                       | Sperlich                                                                                 |                  | |                                                                |
| Zirkus Mond                         | Max Mohr                                                                                 | 2018             | Sitz in Berlin. |                                                                |
| Circus Mondeo                       | Richter                                                                                  |                  | |                                                                |
| Circus Mondial                      | Spindler                                                                                 |                  | |                                                                |
| Circus Montana                      | Frank                                                                                    |                  | |                                                                |
| Circus Montana                      | Lutzny                                                                                   |                  | |                                                                |
| Circus Montreal                     | Köllner                                                                                  |                  | |                                                                |
| Circus Monty Bausch                 | Gerd Kaselowsky                                                                          |                  | Sitz in Geldern. |                                                                |
| Circus Moreno                       | Sperlich                                                                                 |                  | |                                                                |
| Circus Mulan                        | Köllner                                                                                  |                  | |                                                                |
| Circus Mustang                      | Weisheit                                                                                 |                  | |                                                                |
| Olympia Circus                      | Christian Lauenburger                                                                    |                  | |                                                                |
| Circus Olympia                      | Karl Lauenburger                                                                         |                  | |                                                                |
| Cirkus Orion                        | Frank                                                                                    |                  | |                                                                |
| Ostfriesland-Circus                 | Lauenburger                                                                              |                  | |                                                                |
| Circus Payazzo                      | Frank                                                                                    |                  | |                                                                |
| Circus Pfiffikus                    | Peter Kaselowsky                                                                         |                  | |                                                                |
| Circus Piccolo                      | Riedesel                                                                                 |                  | |                                                                |
| Circus Piccolino                    | Köllner                                                                                  |                  | Sitz in Lübtheen. |                                                                |
| Circus Probst                       | Reinhard und Brigitte Probst                                                             |                  | Sitz in Neustadt an der Weinstraße. |                                                                |
| Zirkus Probst                       | Rudolf Probst                                                                            | 1945             | Sitz in Staßfurt. |                                                                |
| Circus Proscho                      | Maatz                                                                                    |                  | |                                                                |
| Circus Quaiser                      | Quaiser                                                                                  |                  | |                                                                |
| Circus Relaxx                       | Sperlich                                                                                 |                  | Sitz in Gomaringen. |                                                                |
| Circus Renado                       | Kübler                                                                                   |                  | |                                                                |
| Circus Franz Renz                   | Dieter Franz Renz                                                                        |                  | |                                                                |
| Circus Gebrüder Renz                | Renz                                                                                     |                  | |                                                                |
| Circus Oskani                       | Richter                                                                                  |                  | |                                                                |
| Circus Max Renz                     | Renz                                                                                     |                  | |                                                                |
| Circus Rene Renz                    | Renz                                                                                     |                  | |                                                                |
| Circus Stephan Renz                 | Renz                                                                                     |                  | |                                                                |
| Circus T-Renz                       | Carol Tyrone Renz                                                                        | 2009             | Sitz in Hamburg. |                                                                |
| Circus Renz Berlin                  | Bernhard Renz                                                                            |                  | |                                                                |
| Circus Rio                          | Sperlich                                                                                 |                  | |                                                                |
| Circus Robini                       | Schmidt                                                                                  |                  | |                                                                |
| Circus Rogall-Berlin                | Rogall                                                                                   |                  | |                                                                |
| Circus Rolandos                     | Krämer                                                                                   |                  | |                                                                |
| Circus Rolina                       | Ortmann                                                                                  |                  | |                                                                |
| Circus Romanza                      | Joachim Sperlich                                                                         |                  | Tritt mit der Show „Zirkus des Horrors“ auf. |                                                                |
| Circus Roncalli                     | Bernhard Paul                                                                            | 1975             | Sitz in Köln. |                                                                |
| Circus Rondel                       | Ortmann                                                                                  |                  | |                                                                |
| Circus Roselli                      | Reinhard                                                                                 |                  | |                                                                |
| Circus Royal                        | Frank                                                                                    |                  | |                                                                |
| Circus Royal                        | Sperlich                                                                                 |                  | |                                                                |
| Circus Royal                        | Rojan                                                                                    |                  | |                                                                |
| Circus Salino                       | Urban                                                                                    |                  | |                                                                |
| Circus Saloni                       | Köllner                                                                                  |                  | |                                                                |
| Circus Salto                        | Köllner                                                                                  |                  | |                                                                |
| Circus Samadhi                      | Ortmann                                                                                  |                  | |                                                                |
| Circus Sarrasani                    | André Sarrasani                                                                          | 1912             | Sitz in Mannheim. |                                                                |
| Circus Schickler                    | Schickler                                                                                |                  | |                                                                |
| Circus Schollini                    | Scholl                                                                                   |                  | |                                                                |
| Showcircus                          | Stefan Frank                                                                             | 1971             | Sitz in Osthofen. |                                                                |
| Circus Smiley                       | Woitschack                                                                               |                  | |                                                                |
| Circus Gerhard Sperlich             | Gerhard Sperlich                                                                         | 1992             | Sitz in Groß Berßen, Circus-Erlebnispädagogik |                                                                |
| Circus Spinelli                     | Spindler                                                                                 |                  | |                                                                |
| Circus Traber                       | Traber                                                                                   |                  | |                                                                |
| Circus Universal-Traber             | Traber                                                                                   |                  | |                                                                |
| Circus Brumbach-Trumpf              | Trumpf                                                                                   |                  | |                                                                |
| Circus Klassik Trumpf               | Trumpf                                                                                   |                  | |                                                                |
| Circus Verona                       | Tränkler                                                                                 |                  | |                                                                |
| Circus Vis a Vis                    | Jan Sperlich                                                                             | 2010             | Sitz in Trier. |                                                                |
| Circus Voyage                       | Alois Spindler                                                                           | 1998             | Sitz in Hagen. |                                                                |
| Circus Wedrano                      | Weisheit                                                                                 |                  | |                                                                |
| Circus Weisheit                     | Weisheit                                                                                 |                  | |                                                                |
| Weltweihnachtscircus Stuttgart      |                                                                                          | 1993             | Weihnachtszirkus. |                                                                |
| Circus Werona                       | Mario Sperlich                                                                           |                  | |                                                                |
| Circus William                      | Markus, Manolito, Manuel und Roberto Wille, Maria Weber                                  | 1889             | Sitz in Müncheberg. |                                                                |
| Circus Zamunda                      | Heilig                                                                                   |                  | |                                                                |
| Circus Zaretti                      | Maatz                                                                                    |                  | |                                                                |

#### Ehemalige in Deutschland beheimatete Zirkusunternehmen
| Name                             | Direktion                                                  | Gründung  | Einstellung | Bemerkung | Bild                                       |
| -------------------------------- | ---------------------------------------------------------- | --------- | ----------- | --- | ------------------------------------------ |
| Circus Alberto                   | Wilhelm „Adam“ Lagrin                                      |           |             | Sinto, Allroundartist, u. a. Hochseil, entging mit Glück und, weil er im Circus Belli untertauchen konnte, der Auschwitz-Deportation. | Foto: Private Sammlung Ulrich F. Opfermann |
| Circus Carl Althoff              | Carl Althoff                                               | 1660      | 1981        | In den 2010er Jahren ein kurzes Comeback unter der Familie Frank Altbach mit Sitz in Osthofen (Rheinland-Pfalz) |                                            |
| Circus Corty & Althoff           | Pierre Corty, Dominikus Althoff                            | 1853      | 1927        | Die Münsteraner Linie der Zirkusdynastie Althoff handelt hauptsächlich von der Geschichte des Circus Corty & Althoff, der über drei Generationen von den Althoffs geleitet wurde. Gegründet wurde der Circus als Kooperation zwischen Pierre Corty und dem Circus Corty auf der einen Seite sowie Dominikus Althoff auf der anderen Seite. Dominikus heiratete Adele Corty. Um 1900 einer der größten deutschen Zirkusse.                               |                                            |
| Circus Corty Althoff             | Corty Althoff                                              | 1970, ca. | 2008        | Nachdem Corty Althoff seinen Circus in die Hände des Nachfolgers Elmar Kretz übergeben hat, existierte der Zirkus offenbar seit 2008 unter dem Namen Weihnachtszirkus Ravensburg. |                                            |
| Zirkus Giovanni Althoff          |                                                            | 1980      | 2010        | Der Besitzer Giovanni Althoff ist Sohn von Carl Althoff und gehört somit zur Osnabrücker Linie der Zirkusdynastie Althoff. 1999 musste das Unternehmen Insolvenz anmelden. 2008 erfolgte ein Neustart unter dem Namen Circus Althoff – Das Original. 2010 hat sich der Zirkus mit dem Circus Mustang zusammengetan, die Zusammenarbeit wurde aber bereits Mitte 2010 wieder gelöst. Kurz darauf wurde der Betrieb eingestellt.                          |                                            |
| Circus Pierre Althoff            |                                                            |           |             | Der erste der Dynastie Althoff, über den Dokumente Auskunft geben, ist der 1691 geborene Johannes (alias Pierre). Bis Mitte des 18. Jahrhunderts trat man unter dem Namen Aldenhoven auf. Dann änderte man den Namen zunächst in Althof und schließlich in Althoff. |                                            |
| Circus René & Patrizia Althoff   |                                                            |           |             | Franz-Richard Althoff aus der Zirkusfamilie Althoff, selbst ohne eigenes Unternehmen und kinderlos geblieben, adoptierte René und Patrizia Fischer, die den Circus Rene und Patrizia Althoff betreiben. Die Adoption erfolgte lediglich aus geschäftlichen Gründen, des Namens wegen. | Fotoarchiv Unterhaltungsportal             |
| Circus Williams-Althoff          | Caola Williams-Althoff                                     | 1945      | 1968        | Nach Abschluss der 1968er Saison wurden die hauseigenen Tiernummern in ein 5-Jahres-Engagement bei Ringling Bros and Barnum and Bailey vermietet und am 3. November 1968 mit dem schwedischen Containerschiff „Atlantic Saga“ von Bremerhaven nach Amerika verschifft. Das ursprünglich begrenzte Engagement wurde 1973 um weitere 5 Jahre und danach unbefristet verlängert.                                                                           |                                            |
| Circus Barum                     | Gerd Siemoneit-Barum                                       | 1878      | 2008        | produzierte „Barum’s Weihnachtsspektakel“ im Winter 2012 |                                            |
| Brumbach Circus Show GmbH        | Xaver Brumbach und Söhne                                   | 1910      | 1945        | |                                            |
| Circus Belli                     | Belli                                                      | 1806      | 1954        | italienische Zirkusdynastie |                                            |
| Circus Blumenfeld                | Moritz Blumenfeld, Emanuel Blumenfeld, Jeanette Blumenfeld | 1811      | 1949        | Die Familie betrieb bis 1928 einen eigenen Zirkus. Die meisten Mitglieder der jüdischen Zirkusfamilie wurden im Holocaust ermordet, siehe dazu auch Fotografie der Stolpersteine in Magdeburg. |                                            |
| Circus Variété Bruno Derrington  |                                                            | +/− 1938  |             | |                                            |
| Circus Ciniselli                 |                                                            |           |             | |                                            |
| Circus Frankello                 |                                                            |           |             | |                                            |
| Circus Gleich                    | Carola Gleich                                              |           |             | |                                            |
| Circus Hagenbeck                 | Carl Hagenbeck                                             | 1887      | 1905        | Hagenbeck eröffnete 1887 einen Zirkus: Carl Hagenbecks Internationaler Circus und Singhalesen-Karawane, der später als Hagenbeck’s Zoologischer Circus firmierte. Der Zirkus wurde 1905 nach dem Aufkauf durch einen amerikanischen Zirkus zum Circus Hagenbeck-Wallace. Carls jüngerer Bruder Wilhelm Hagenbeck (1850–1910) betrieb ebenfalls einen Zirkus, der später von Wilhelms Söhnen Willy (1884–1965) und Carl (1888–1949) weitergeführt wurde. |                                            |
| Zirkus Hein                      | Adelheid und Rudolf Hein                                   | 1933      | 2001        | nach Ende des NS-Regimes Zirkus in der DDR |                                            |
| Menagerie-Zirkus Carl Holzmüller | Carl Holzmüller                                            |           |             | |                                            |
| Zirkus Kaiser                    |                                                            |           |             | |                                            |
| Cirkus Krembser                  |                                                            | +/− 1900  |             | |                                            |
| Circus Lauenburger-Saloni        |                                                            | 1933      | 1956        | schleswig-holsteinischer Sinti-Familienzirkus |                                            |
| Circus A. Lobe                   |                                                            | +/− 1900  |             | |                                            |
| Circus Charles Loewe             |                                                            |           |             | |                                            |
| Circus Lorch                     |                                                            |           |             | |                                            |
| Circus Maine                     |                                                            | +/− 1910  |             | |                                            |
| Zirkus Michael Milano            |                                                            |           |             | Zirkus in der DDR |                                            |
| Circus Proper                    | Paul Schulte                                               | 1928      | 1949        | |                                            |
| Circus Rebernigg                 | Rolf Rebernigg                                             |           |             | |                                            |
| Circus Renz                      | Ernst Renz                                                 | 1842      | 1897        | |                                            |
| Circusshow Renz-Manege           | Henry Renz                                                 | 2001      | 2013        | |                                            |
| Circus Universal Renz            | Daniel Renz                                                | 1987      | 2013        | |                                            |
| Circus Roland, Bremen            | Will Aureden                                               | 1948      | 1962        | 1963 fusionierte der Bremer Circus Roland mit dem in Konkurs stehenden Zirkus Paul Busch und sicherte damit den Fortbestand beider Unternehmen unter dem Namen Circus Busch-Roland. |                                            |
| Circus Rosai                     |                                                            |           | 1952        | |                                            |
| Zirkus-Arena F. Riechert         |                                                            |           |             | |                                            |
| Circus Rosenberg                 |                                                            |           |             | jüdische Zirkusfamilie |                                            |
| Circus Sarrasani                 | Hans Stosch-Sarrasani                                      | 1892      | 1945        | 1956 erfolgte die Neugründung durch Fritz Mey, den Vater des späteren Zirkuschefs André Sarrasani. Ab 2000 entwickelte André Sarrasani den traditionellen Zirkus zu einem Entertainmentunternehmen. 2016 meldete die Sarrasani GmbH Insolvenz an. |                                            |
| Circus Schickler                 | Hermann Schickler                                          |           |             | Zirkusfamilie |                                            |
| Circus Kapitän Alfred Schneider  |                                                            |           |             | |                                            |
| Circus Albert Schumann           | Albert Schumann                                            | 1885      | 1919        | Sitz war Malmö (1885–1890), Wien (ab 1890), Berlin (1899–1918) und in Frankfurt am Main das Albert-Schumann-Theater (ab 1905). Zuschauerraum und die Bühne wurden 1944 zerstört, das Gebäude nach Kriegsende umgenutzt und später abgerissen. | Zirkus Schumann in Berlin                  |
| Schwimmender Rheinzirkus         | Theodore Lent                                              | 1870      | 1879        | Zirkusvorstellungen auf Rhein und Main |                                            |
| Circus Siebold                   |                                                            |           |             | |                                            |
| Circus Sperlich                  | Werner Sperlich                                            |           |             | |                                            |
| Staatszirkus der DDR             |                                                            |           |             | |                                            |
| Circus Straßburger               | Carl und Rosa Straßburger                                  |           |             | jüdische Zirkusfamilie, nur ein Sohn (Arthur Straßburger) überlebte den Holocaust |                                            |
| Circus Westfalia                 |                                                            |           |             | |                                            |
| Circus Williams                  |                                                            |           |             | Von Dominik Althoff (1882–1974) als Circus D. Althoff gegründet. Ab 1945 firmierte der Zirkus als The Great Williams Circus Show nach dem Namen seines Schwiegersohns Harry Williams. Das Unternehmen ging 1968 in die Vereinigten Staaten. |                                            |
| Circus Wulff                     |                                                            | +/− 1875  |             | |                                            |

### Frankreich
| Name                    | Direktion       | Gründung                   | Bemerkung | Bild |
| ----------------------- | --------------- | -------------------------- | --------- | ---- |
| Cirque Alexis Gruss     |                 |                            |           |      |
| Cirque Arlette Gruss    |                 | 1985                       |           |      |
| Cirque Amar             | André Falck     |                            |           |      |
| Cirque Medrano          | Ferdinand Beert | 1873                       |           |      |
| Cirque Pinder           |                 |                            |           |      |
| Cirque Joseph Bouglione |                 |                            |           |      |
| Cirque Phénix           |                 |                            |           |      |
| Cirque Olympique        |                 |                            |           |      |
| Cirque d’hiver          |                 |                            |           |      |
| Cirque Zavatta          |                 | 1978 durch Achille Zavatta |           |      |

### Dänemark
| Name             | Direktion                                       | Gründung | Einstellung | Bemerkung                  | Bild |
| ---------------- | ----------------------------------------------- | -------- | ----------- | -------------------------- | ---- |
| Cirkus Benneweis | verschiedene Generationen der Familie Benneweis | 1887     | 2015        | Dänemarks führender Zirkus |      |

### Kanada
| Name             | Direktion | Gründung | Bemerkung | Bild |
| ---------------- | --------- | -------- | --------- | ---- |
| Cirque du Soleil |           |          |           |      |

### Nordkorea
| Name             | Direktion | Gründung | Bemerkung | Bild |
| ---------------- | --------- | -------- | --------- | ---- |
| Zirkus Pjöngjang |           |          |           |      |

### Österreich
| Name                     | Direktion                         | Gründung | Bemerkung                 | Bild |
| ------------------------ | --------------------------------- | -------- | ------------------------- | ---- |
| Circus H.P. Althoff      | Degen                             |          | Sitz in Linz (Österreich) |      |
| Circus Belli             | Johann Streicher, Armanda Klimond | 1927     | 1970                      |      |
| Circus Belly             | Roman Zinnecker (Wien)            |          |                           |      |
| Circus Louis Knie junior | Louis Knie jun.                   | 1806     |                           |      |
| Circus Pikard            | Alexander Schneller               | 1989     |                           |      |

### Russland
| Name                         | Direktion | Gründung | Bemerkung | Bild |
| ---------------------------- | --------- | -------- | --------- | ---- |
| Großer Moskauer Staatszirkus |           |          |           |      |
| Nikulin-Zirkus               |           |          |           |      |

### Schweiz

#### In der Schweiz beheimatete Zirkusunternehmen
| Name                   | Direktion                             | Gründung | Bemerkung | Bild |
| ---------------------- | ------------------------------------- | -------- | --- | ---- |
| Arabas Cirque Jeunesse | Martin Indlekofer                     | 1996     | Kinder- und Jugendzirkus mit Sitz in Bremgarten AG                                                                               |      |
| Circus Balloni         | Dagmar und Lucas Pepe Cadonau         | 1988     | Sitz in Sirnach |      |
| Jugendcircus Biber     |                                       | 1985     | Sitz in Arni AG |      |
| Zirkus Chnopf          | Konrad Utzinger                       | 1990     | Nachwuchsförderprojekt mit Sitz in Zürich (Zirkusquartier Zürich)                                                                |      |
| Circus Conelli         | Roby und Cindy Gasser                 | 1982     | Weihnachtszirkus mit Sitz in Lipperswil                                                                                          |      |
| Circus GO              | Dominik Gasser jr                     | 1990     | Sitz in Gelterkinden |      |
| Circus Harlekin        | Peter Pichler und Monika Aegerter     | 1993     | Sitz in Brodhüsi/Wimmis |      |
| Cirque Helvetia        | Julien Maillard                       | 1975     | Sitz in Moudon |      |
| Circus Knie            | Géraldine, Franco jun. und Doris Knie | 1803     | Sitz in Rapperswil SG. Zur Unternehmung gehören nebst dem Circus Knie auch das Winterquartier und Knies Kinderzoo in Rapperswil. |      |
| Circus Monti           | Guido Muntwyler                       | 1984     | Sitz in Wohlen |      |
| Zirkus Otelli          | Fritz Zollinger                       | 1986     | Jugendzirkus mit Sitz in Otelfingen.                                                                                             |      |
| Circolino Pipistrello  | Co-Leitungsteam                       | 1981     | Mitspielzirkus mit Sitz in Rikon, Trägerschaft Stiftung Circolino Pipistrello                                                    |      |
| Circus Salto Natale    | Gregory Knie und Rolf Knie            | 2002     | Sitz in Egg ZH |      |
| Cirque Starlight       | Jocelyne Gasser                       | 1987     | Sitz in Porrentruy |      |
| Zirkus Stey            | Martin Stey                           | 1920     | Sitz in Hörhausen. |      |
| Circus Viva            | Margeritha und Lukas Zimmermann       | 1982     | Sitz in Suhr |      |

#### Ehemalige in der Schweiz beheimatete Zirkusunternehmen
| Name                  | Direktion                                    | Gründung | Einstellung | Bemerkung | Bild |
| --------------------- | -------------------------------------------- | -------- | ----------- | --- | ---- |
| Circus Fliegenpilz    | Beatrix Hölscher-Stockmann und Bodo Hölscher | 1981     | 2007        | Sitz des deutsch-schweizerischen Circus früher in Esperde später in Luzern                                                                        |      |
| Circus Nock           | Franziska und Alexandra Nock                 | 1860     | 2019        | Sitz in Oeschgen |      |
| Circus Alfredo Nock   | Alfredo Nock                                 | 1978     | 1981        | |      |
| Circus Medrano        | Urs Strasser                                 | 1984     | 2013        | Sitz in Villigen; 2023 war der Circus Medrano im Zürcher Oberland und in der Bündner Herrschaft wieder unterwegs.                                 |      |
| Circus Pilatus        | Familie Bühlmann                             | vor 1952 | nach 1954   | |      |
| Circus Pajazzo        | Adrian van Gool                              |          | nach 2008   | |      |
| Circus Royal          | Oliver Skreinig                              | 1963     | 2019        | Sitz in Kreuzlingen |      |
| Circus Olympia        | Familie Gasser                               | 1949     |             | Entstanden aus einem Freiluft-Spektakel; Circus GO scheint 2023 wieder als Circus Olympia unter der Leitung von Dominik Gasser unterwegs zu sein. |      |
| Circus Gasser-Olympia | Dominik Gasser                               |          | 1990/2009   | 1990 Umwandlung in Circus-Restaurant; 2009 Umbenennung in Circus GO (siehe dort)                                                                  |      |

### Südafrika
| Name           | Direktion      | Gründung | Bemerkung    | Bild |
| -------------- | -------------- | -------- | ------------ | ---- |
| McLaren Circus | Duncan McLaren |          | Three Rivers |      |

### Ukraine
| Name                       | Direktion | Gründung | Bemerkung | Bild |
| -------------------------- | --------- | -------- | --------- | ---- |
| Nationalzirkus der Ukraine |           |          |           |      |

### Ungarn
| Name                                           | Direktion                | Gründung | Bemerkung                                                                          | Bild |
| ---------------------------------------------- | ------------------------ | -------- | ---------------------------------------------------------------------------------- | ---- |
| Fővárosi Nagycirkusz („Hauptstadt-Großzirkus“) | Péter Fekete (seit 2015) | 1889     | Sitz in Budapest, im einzigen ständigen Zirkusgebäude in Mitteleuropa              |      |
| Eötvös Cirkusz                                 | Susy Eötvös              | 1920     |                                                                                    |      |
| Magyar Nemzeti Cirkusz                         | József Richter d. J.     |          | größter Privatzirkus in Ungarn (und zweitgrößter Zirkus nach dem Hauptstadtzirkus) |      |
| Richter Flórián Cirkusz                        | Flórián Richter          |          |                                                                                    |      |

### Vereinigte Staaten
| Name                                      | Direktion | Gründung | Bemerkung                | Bild |
| ----------------------------------------- | --------- | -------- | ------------------------ | ---- |
| Ringling Bros. and Barnum & Bailey Circus |           |          | bis Mai 2017 aktiv       |      |
| Circus Hagenbeck-Wallace                  |           |          | 1938 endgültig aufgelöst |      |

### Volksrepublik China
| Name                      | Direktion | Gründung | Bemerkung | Bild |
| ------------------------- | --------- | -------- | --------- | ---- |
| Chinesischer Staatszirkus |           | 1952     |           |      |